# 朗扎克
朗扎克（法語：Lanzac，法語發音：[lɑ̃zak]）是法国洛特省的一个市镇，位于该省西北部，苏亚克以南，属于古尔东区。

## 地理
朗扎克（44°52'27"N, 1°28'58"E）面积14.62 平方千米，位于法国奧克西塔尼大區洛特省，该省份为法国西南部内陆省份，北起顺时针与科雷兹省、康塔爾省、阿韦龙省、塔恩-加龙省、洛特-加龍省和多尔多涅省接壤。
与朗扎克接壤的市镇（或旧市镇、城区）包括：苏亚克、卢皮亚克、纳达亚克德鲁日、潘萨克、勒罗克、佩克德莱斯佩朗斯。

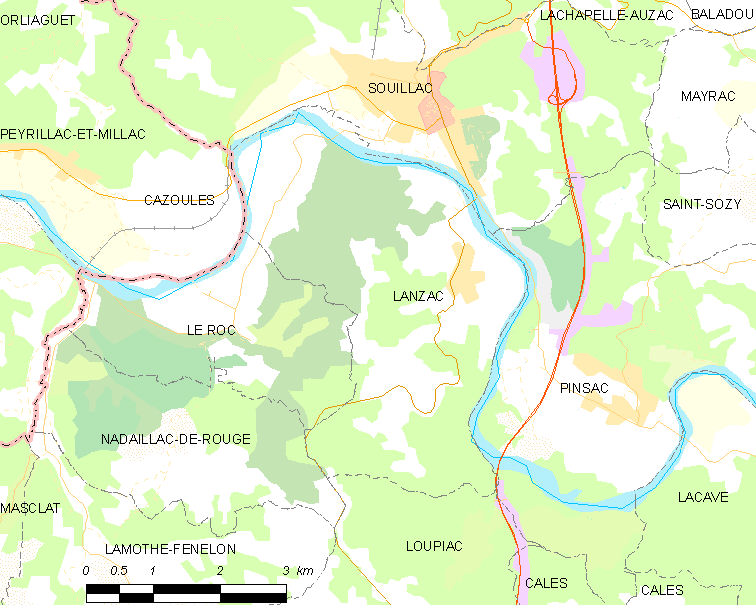
朗扎克的OSM定位图

朗扎克的时区为UTC+01:00、UTC+02:00（夏令时）。

## 行政
朗扎克的邮政编码为46200，INSEE市镇编码为46153。

## 政治
朗扎克所属的省级选区为苏亚克县。

## 人口

1962-2008年间朗扎克人口变化图示

朗扎克于2022年1月1日时的人口数量为571人。